# Kiara Mujica
Kiara Mujica (* 29. Oktober 2007) ist eine peruanische Leichtathletin, die sich auf den Hochsprung spezialisiert hat.

## Sportliche Laufbahn
Erste internationale Erfahrungen sammelte Kiara Mujica im Jahr 2023, als sie bei den Ibero-Amerikanischen-U18-Meisterschaften in Lima mit 10,74 m den achten Platz im Dreisprung belegte. Im Jahr darauf brachte sie bei den U20-Südamerikameisterschaften ebendort im Hochsprung keinen gültigen Versuch zustande.
In den Jahren 2023 und 2024 wurde Mujica peruanische Meisterin im Hochsprung.

## Persönliche Bestleistungen
- Hochsprung: 1,66 m, 5. April 2024 in Lima
- Dreisprung: 10,74 m (−0,2 m/s), 17. April 2023 in Lima